# Détour mortel 2
Série Détour mortel
Détour mortel
(2003) Détour mortel 3
(2009)
Pour plus de détails, voir Fiche technique et Distribution.
Détour mortel 2 ou Sortie fatale 2 : Impasse (au Québec) (Wrong Turn 2: Dead End) est un film d'horreur américain sorti en 2007 de Joe Lynch avec Erica Leerhsen et Henry Rollins. Il est la suite de Détour mortel. Il est sorti directement en vidéo. Ce film est suivi par Détour mortel 3 sorti en 2009.

## Synopsis
Kimberly Caldwell se rend à l'émission de télé-réalité Apocalypse qui se déroule dans une forêt. En route, elle percute un homme et va l'aider mais il s'agit d'un cannibale qui lui mange les lèvres. Elle repart dans sa voiture où le cannibale "Trois doigts" la coupe en deux avec sa hache.
Plus tard, les participants Nina, Jake, Jonesy, Amber et Elena, sans nouvelles de Kimberly, commencent le jeu en prenant comme sixième participant la productrice Mara. Le groupe se sépare en trois équipes : Nina et Mara ; Elena et Jake avec le cameraman Mickaël, le copain de Mara ; et Jonesy et Amber. Pendant que le jeu commence, Neil, l'autre cameraman, va en forêt mais se fait tuer par un cannibale. Le colonel Dale Murphy, l'organisateur du jeu, va mettre des machines dans la forêt pour préparer le jeu mais il est assommé par un cannibale.
Du côté de Nina et Mara, celle-ci percute une machine où elle est au point de se faire éliminer mais réussit à rester dans le jeu. Jake et Elena partent pêcher mais Mickaël n'est pas d'accord et veut qu'ils se déshabillent, chose que fait Elena mais pas Jake qui lui, préfère continuer tout seul. Amber et Jonesy trouvent un barbecue et l'emporte avec eux. Mara, ayant vue la relation qu'entamaient Elena et Mickaël, décide de passer un coup de fil dans une cabane avec Nina à la société pour qu'elle la ramène. Avant de sortir, elles sont trouvées par les cannibales qui tuent Mara mais Nina réussit à s'enfuir. Dale se réveille quand "Trois doigts" essaie de le tuer. Il se délivre et le tue avant qu'il ne trouve Mara, morte.
Mickaël part dans la camionnette après sa relation avec Elena qui elle, trouve la mort peu après son départ. Mickaël trouve les cannibales au volant qui l'embarquent en le mutilant et le tuant. Jonesy, Amber et Jake mangent de bon cœur quand ils sont interrompus par Nina qui les prévient de s'en aller. Le groupe est horrifié quand il se rend compte que le barbecue est Kimberly.
Les quatre survivants s'enfuient à leur lieu de départ où il y avait la camionnette désormais disparue. Le groupe dit qu'il y a une fabrique abandonnée où ils pourraient être en sécurité. Dale trouve un vieillard qui s'avère être le père des monstres qui raconte l'histoire à Dale au sujet des cannibales qui sont défigurés par des produits chimiques, puis le vieillard tente de tuer Dale et puis Dale utilise sa légitime défense et l'explose grâce à de la dynamite. Le groupe part à la recherche de Mickaël et Elena, mais ils trouvent les cannibales qui blessent Jonesy. Le groupe est obligé de se séparer et Amber et Jonesy meurent dans un piège. Jake et Nina vont à la fabrique mais ils sont vite rattrapés par les cannibales qui les emprisonnent. Nina insulte un cannibale et se retrouve ligotée avec du barbelé à une chaise où les monstres mangent Mickaël.
Dale arrive à leur secours et tue deux des monstres. Il délivre Jake et Nina puis se reçoit deux flèches dans le ventre avant d'être étranglé mortellement par une chaîne. Jake et Nina tuent les deux derniers cannibales et s'enfuient avec la voiture de Kimberly. Le film se termine quand "Trois doigts", toujours en vie donne le biberon à un bébé cannibale.

## Fiche technique
- Titre original : Wrong Turn 2: Dead End
- Titre français : Détour mortel 2
- Titre québécois : Sortie fatale 2 : Impasse
- Réalisation : Joe Lynch
- Scénario : Alan B. McElroy
- Musique : Bear McCreary
- Producteurs : Jeff Frielich, Erik Feig, Robert Kulzer
- Société de distribution : 20th Century Fox
- Budget : 4 millions de dollars
- Pays de production :  États-Unis,  Canada,  Allemagne
- Langue : anglais
- Genre : Horreur, Thriller
- Durée : 93 minutes
- Dates de sortie : 
  - États-Unis : 9 octobre 2007 (en DVD et Blu-ray)
  - France : 29 janvier 2008 (en DVD)
- Interdit aux moins de 16 ans lors de sa sortie en France
- Le film fut classé R aux États-Unis.

## Distribution
- Erica Leerhsen (VF : Laura Blanc) : Nina Pappas
- Henry Rollins (VF : Patrick Borg) : Dale Murphy
- Texas Battle (VF : Emmanuel Garijo) : Jake Washington
- Daniella Alonso (VF : Laura Préjean) : Amber Williams
- Steve Braun (en) (VF : Damien Witecka) :  Matt « Jonesy » Jones
- Aleksa Palladino (VF : Léa Gabriele) : Mara Wilson
- Matthew Currie Holmes (VF : Sébastien Desjours) : Michael Epstein
- Crystal Lowe (VF : Edwige Lemoine) : Elena Garcia
- Cedric De Souza (VF : Yann Peira) : Neil
- Kimberly Caldwell (VF : Christiane Jean) : Elle-même
- Wayne Robson (VF : Pierre Baton) : Vieil homme / Maynard Odets
- John Stewart (VF : Philippe Peythieu) : Wojo
- Jeff Scrutton : Trois doigts
- Ken Kirzinger : Pa
- Ashlea Earl : Ma
- Clint Carleton : le frère
- Rorelee Tio : la sœur

## Production

### Casting
Jeff Scrutton remplace Julian Richings dans le rôle du cannibale surnommé "Trois doigts" dans le premier film. Wayne Robson est le seul acteur qui a repris le rôle du vieil homme qui était présent dans le premier film. Texas Battle et Crystal Lowe se retrouvent après avoir tourné Destination finale 3 ensemble.

### Tournage
Le tournage de film s'est débuté le 29 mai 2006 et s'est achevé le 30 juin 2006. Il est tourné à Vancouver au Canada. Une bande annonce a été montrée au Fangoria's Weekend of Horrors à Chicago le 25 février 2007.

## Sortie
Ce film n'est jamais sorti au cinéma mais directement en DVD, ce que l'on appelle un « vidéofilm ». Le DVD inclut des commentaires de réalisateur Joe Lynch, et acteurs Erica Leerhsen et Henry Rollins. Le film s'est classé à 9e place sur le chart des ventes des DVD de Billboard. Les recettes de film ont atteint 12 millions $, couvrant ainsi le budget de film qui est de 4 millions $. Un coffret des cinq films est sorti le 2 octobre 2013. Un sixième film sort le 21 octobre 2014 aux États-Unis en DVD.

## Réception
Le film a reçu des critiques favorables. Il obtient un  score de 78 % sur Rotten Tomatoes en se basant sur 9 critiques. Le film obtient le prix du meilleur inédit vidéo au Fantastic'Arts de Gérardmer.

## Bande originale
La bande originale de film est composée par Bear McCreary.
Pistes - Édition des États-Unis
1. Main Title
2. Ultimate Survivalist Theme Song - Captain Ahab
3. Dale for Dinner
4. Birth of Baby Splooge
5. Nina's Theme
6. Mutant Cannibal Incest
7. Into the Mill
8. Arrow Through Two Heads
9. Dale Vigilante
10. Hunting Dale
11. Rescuing Nina
12. Dale to the Rescue
13. The Meat Grinder
14. Baby Splooges Lives
15. End Credits Theme
16. Under Your Bones - Captain Ahab/Ivor